# Оболенский, Венедикт Андреевич
Князь Венедикт Андреевич Оболенский († 1651) — стольник, воевода, окольничий во времена правления Михаила Фёдоровича и Алексея Михайловича.
Старший из двух сыновей князя Андрея Борисовича Оболенского.

## Биография
Пожалован из стольников патриарха Филарета в царские стольники (15 августа 1626).
Стольник и воевода в городе Арзамасе (1629—1630).
При отпуске литовского посла Александра Песочинского за столом царя Михаила Фёдоровича «перед государём есть ставил» (21 марта 1635), в мае того же года, при отпуске персидского посла, делал то же самое. Воевода в Великих Луках (1638—1639). Пожалован в московские дворяне и в этот же день обедал у Государя (01 марта 1641).
Воевода в Терском городе (1645—1650). Довольно продолжительная для того времени служба князя Венедикта Андреевича в Терках была в высшей степени полезна для края: при нём началось на Кавказе шелководство, о распространении и успехах которого воевода заботился: он устраивал заводы, изыскивал места нахождения тутового дерева, хлопотал перед царём о расширении дела и вообще много работал для прочного насаждения этого нового промысла.
Сопровождал царя Алексея Михайловича в его поездках по монастырям (1650).
В день государевых именин, князь Венедикт Андреевич Оболенский пожалован в окольничие (17 марта 1651), в апреле сопровождал государя в село Хорошево, в том же году и умер.
Имел свой двор в Москве и поместья: в Козельском и Арзамасском уездах.

## Семья
Был дважды женат:
1. Жена: Чичерина Аграфена Алексеевна, от брака с которой имел 3 сыновей: Ивана, Матвея и Григория.
2. Жена: Прончищева Степанида Афанасьевна[3][4].